# Oculina patagonica
Oculina patagonica é uma espécie de coral invasor encontrado primeiramente no Mediterrâneo em 1966.